# K2-67
K2-67, EPIC 206155547 — одиночная звезда в созвездии Водолея на расстоянии приблизительно 5396 световых лет (около 1655 парсеков) от Солнца.
Вокруг звезды обращается, как минимум, одна планета.

## Характеристики
K2-67 — жёлтый карлик спектрального класса G-F. Масса — около 0,938 солнечной, радиус — около 1,12 солнечного, светимость — около 2,905 солнечных. Эффективная температура — около 5984 К.

## Планетная система
В 2016 году командой астрономов, работающих с фотометрическими данными в рамках проекта Kepler K2, было объявлено об открытии планеты.